# Bạn bè đi kèm lợi ích
Bạn bè với những lợi ích hay bạn bè đi kèm lợi ích (tiếng Anh: Friends with benefits relationships), thường được gọi là FWB hay bạn bè vụ lợi, là một thuật ngữ thường dùng để chỉ mối quan hệ bạn bè trên mức thân thiết nhưng không phải là tình yêu. Những người trong mối quan hệ này thường chia sẻ cho nhau những lợi ích về thể xác như tình dục. FWB có thể là mối quan hệ ngắn hạn mà không có cam kết lâu dài nào, nhưng cũng có thể theo thời gian, dần phát triển thành mối quan hệ tình cảm yêu đương.